# Guillermo Eizaguirre
Guillermo Eizaguirre, teljes nevén Guillermo Eizaguirre Olmos (Sevilla, 1909. május 17. – 1986. október 25., Madrid) spanyol labdarúgó, kapus.

## Pályafutása
Teljes játékoskarrierjét a Sevilla kapusaként töltötte. Tizenegy évig játszott itt, és sikerült elhódítania a csapattal a spanyol kupát. 1935 és 1936 között három összecsapáson pályára lépett a spanyol válogatottban is, melynek később szövetségi kapitánya is volt, két ízben.
1986 őszén, Madridban hunyt el.

## Sikerei, díjai
- Kupagyőztes: 1935-36